# Wave (Album)
Wave (Eigenschreibweise: WAVE) ist das vierte Studioalbum des Berliner Rappers Ufo361. Es erschien am 9. August 2019 über dessen Label Stay High und wird von Groove Attack vertrieben. Als Executive Producer des Albums fungierten The Cratez.

## Hintergrund
Im Juli 2018 erklärte Ufo361 via Instagram, dass er nach dem Album VVS seine aktive Musikkarriere beendet. Grund sei hauptsächlich seine Familie. Es folgte eine Inszenierung seines Todes, wobei auch eine gespielte Beerdigung Teil davon war. Auf seinem Abschlusskonzert in der Berliner Columbiahalle am 3. November 2018 verkaufte er T-Shirts mit Grabsteinen und erklärte auch auf Instagram, dass der Rapper Ufo361 verstorben sei.
Zwischenzeitlich kündigte er an, unter dem neuen Namen KAISER zurückzukehren.
Am 17. März 2019 veröffentlichte er Pass auf wen du liebst als erste Single des Albums und beendete damit seine musikalische Abstinenz.

## Covergestaltung
Das Cover zeigt einen aus dem Wasser springenden Delfin mit rosa leuchtenden Augen und im Hintergrund eine große Welle, wobei das Wasser in dunkelgrünen Tönen gehalten ist. In der linken unteren Ecke ist der Titel des Albums in verzerrten Buchstaben und unten rechts das Logo des Rappers in weißen Lettern dargestellt. Das Cover wurde, wie auch die Cover aller Singleauskopplungen, von dem Berliner Designer Bastian Wienecke erstellt.

## Titelliste
| Nr.          | Titel                        | Produktion                                   | Länge |
| ------------ | ---------------------------- | -------------------------------------------- | ----- |
| 1.           | Wave                         | The Cratez, Sam Salam, Özgür Bayraktar       | 2:29  |
| 2.           | Richard Millie               | The Cratez, AT Beatz, Jimmy Torrio           | 2:39  |
| 3.           | Shot (feat. Data Luv)        | The Cratez, AT Beatz, Jimmy Torrio, Sonus030 | 3:44  |
| 4.           | On Time (feat. Gunna)        | The Cratez                                   | 3:42  |
| 5.           | Irina Shayk                  | The Cratez, Sonus030, FNSHRS.                | 2:27  |
| 6.           | Next (feat. RIN)             | Murda Beatz, The Cratez, Sonus030            | 2:44  |
| 7.           | Monster (feat. Kontra K)     | The Cratez, Jimmy Torrio                     | 3:22  |
| 8.           | Warum willst du mich         | The Cratez, Sonus030                         | 4:03  |
| 9.           | Lost (feat. Yung Hurn)       | The Cratez, Sam Salam                        | 3:58  |
| 10.          | 04:30                        | The Cratez, Sonus030                         | 3:16  |
| 11.          | Nummer (feat. RAF Camora)    | The Cratez, X-plosive                        | 3:02  |
| 12.          | Pass auf wen du liebst       | The Cratez, AT Beatz, Sonus030               | 3:29  |
| 13.          | Swiss Made (feat. KC Rebell) | SLS, North, A-Boom                           | 3:02  |
| 14.          | Gib Gas (feat. Luciano)      | The Cratez, AT Beatz, Sonus030               | 2:53  |
| 15.          | Nike Leggins                 | The Cratez, Al B Smoov, Funke, Hurtboy AG    | 3:00  |
| 16.          | Poseidon                     | The Cratez                                   | 1:44  |
| 17.          | Keiner da, wenn du suchst    | The Cratez, AT Beatz                         | 2:47  |
| Gesamtlänge: | Gesamtlänge:                 | Gesamtlänge:                                 | 52:21 |

## Chartplatzierungen
| ChartsChartplatzierungen | Höchstplatzierung | Wochen |
| ------------------------ | ----------------- | ------ |
| Deutschland (GfK)        | 1 (21 Wo.)        | 21     |
| Österreich (Ö3)          | 2 (27 Wo.)        | 27     |
| Schweiz (IFPI)           | 3 (11 Wo.)        | 11     |

## Rezeption
Das Album erhielt von Kritikern gemischte Reaktionen. Mirco Leier von Laut.de befand in seiner Kritik, dass die Qualität der einzelnen Tracks stark schwankt. So befand er beispielsweise die Singles Richard Millie und Next als solide, kritisierte aber, dass die zweite Hälfte des Albums übersät sei mit „Peinlichkeiten, Fillern und Schlaftabletten.“
Florian Peking von MZEE bewertet das Album ebenfalls als durchwachsen. Wave biete zwar eine „gewohnt passende musikalische Untermalung“, doch fehle es an der textlichen Tiefe: „Wirklich mitreißen können diese Lyrics aber nicht – zu sehr werden dabei Allgemeinplätze abgehandelt.“